# Liste des films soviétiques sortis en 1922
 (janvier 2023).
Si vous disposez d'ouvrages ou d'articles de référence ou si vous connaissez des sites web de qualité traitant du thème abordé ici, merci de compléter l'article en donnant les références utiles à sa vérifiabilité et en les liant à la section « Notes et références ».
Cet article présente une liste des films produits en République socialiste fédérative soviétique de Russie en 1922:

## 1922
| Titre                          | Titre original            | Réalisateur          |
| ------------------------------ | ------------------------- | -------------------- |
| Modzgvari                      | Изгнанник                 | Vladimir Barsky      |
| Histoire de la guerre civile   | История Гражданской войны | Dziga Vertov         |
| Skorb beskonechnaya            | Скорбь бесконечная        | Aleksandr Panteleyev |
| In the Whirlwind of Revolution | В вихре революции         | Aleksandr Chargonin  |
| Kino-pravda (vol. 1-13)        | Кино-правда               | Dziga Vertov         |
| Chudotvorets                   | Чудотворец                | Aleksandr Panteleyev |
| Polikushka                     | Поликушка                 | Aleksandr Sanin      |
| Suramis tsikhe                 | Сурамская крепость        | Ivan Perestiani      |